# Kosmonauthavet

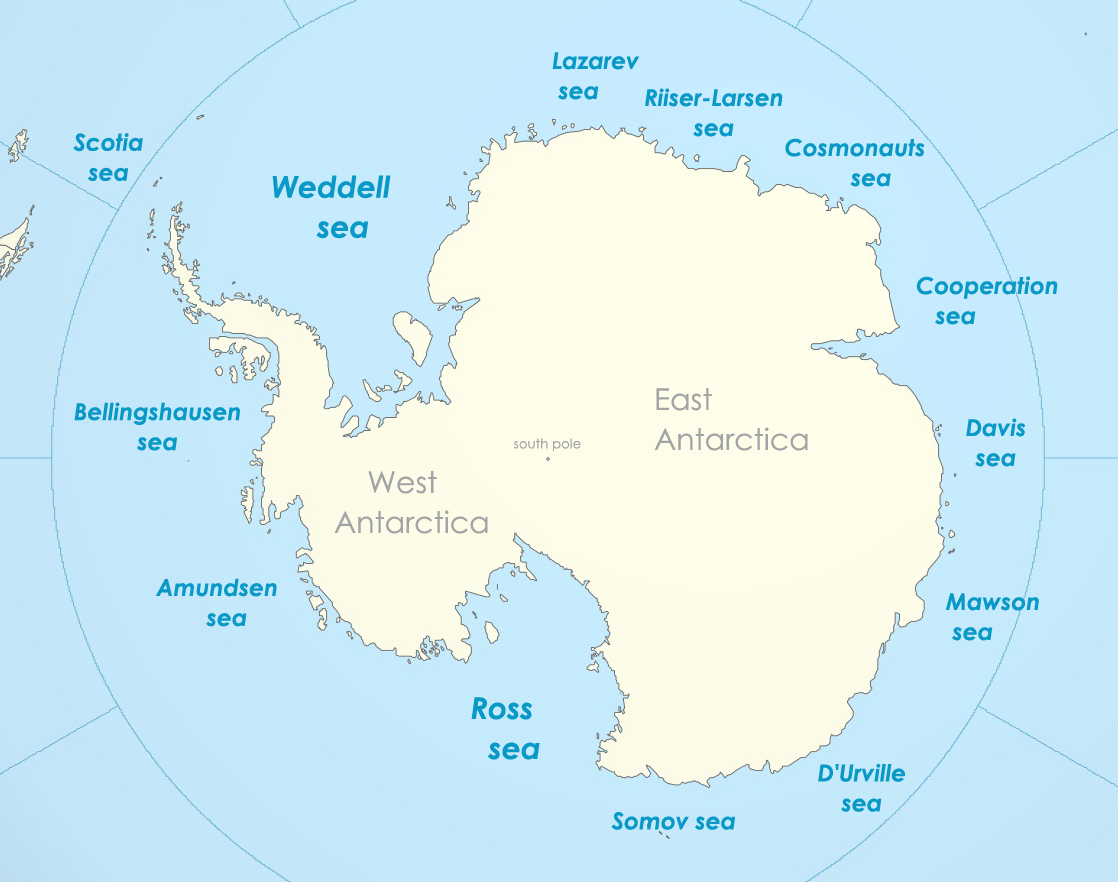
Kosmonauthavet (Cosmonauts sea på bilden) är ett av Antarktis randhav

Kosmonauthavet är ett randhav i Södra ishavet, utanför Prins Olav Kyst och Enderby Land i Antarktis, ungefär mellan 30 °E og 50 °E. Havsområdet täcker en yta på cirka 699 000 km². Öster om Kosmonauthavet ligger Cooperationhavet,och i väster ligger Riiser-Larsenhavet.